# 耶路撒冷圣经动物园
耶路撒冷圣经动物园（希伯來語：‎，阿拉伯语：‎ ）是一个动物园，位于以色列耶路撒冷，以饲养圣经中提到的野生动物著称。根据邓白氏披露，耶路撒冷圣经动物园是2005年-2007年以色列最热门的旅游景点，2009年有738,000游客。
耶路撒冷圣经动物园由耶路撒冷希伯来大学动物学教授Aharon Shulov创建于1940年9月，位于市中心的库克拉比街

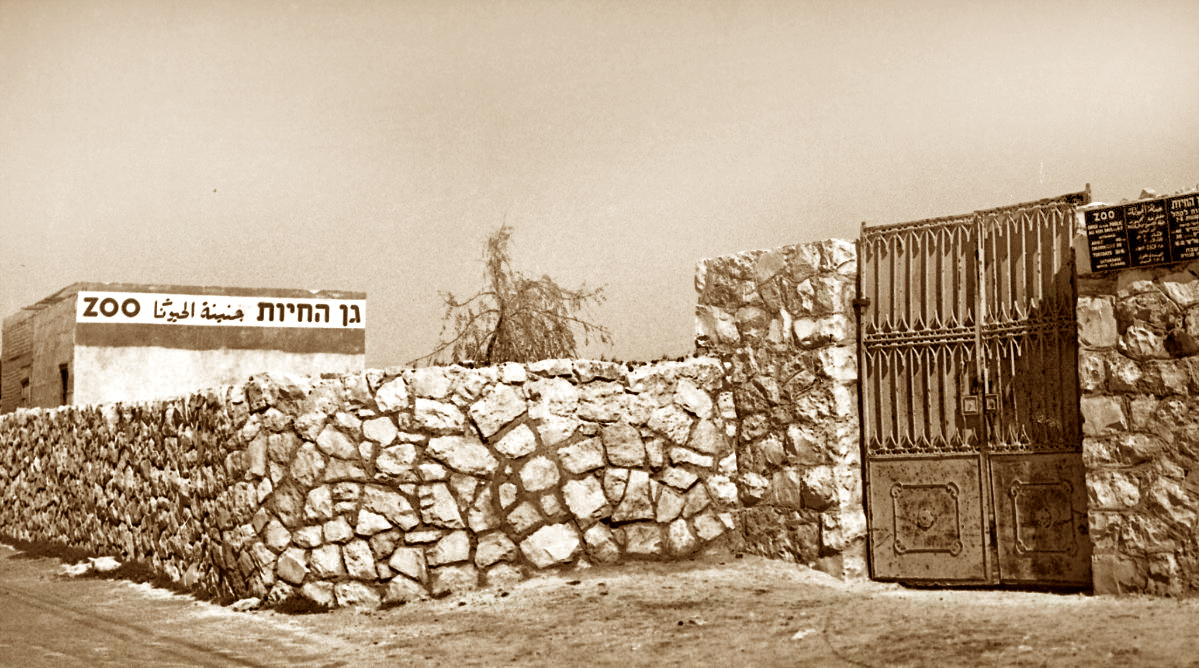
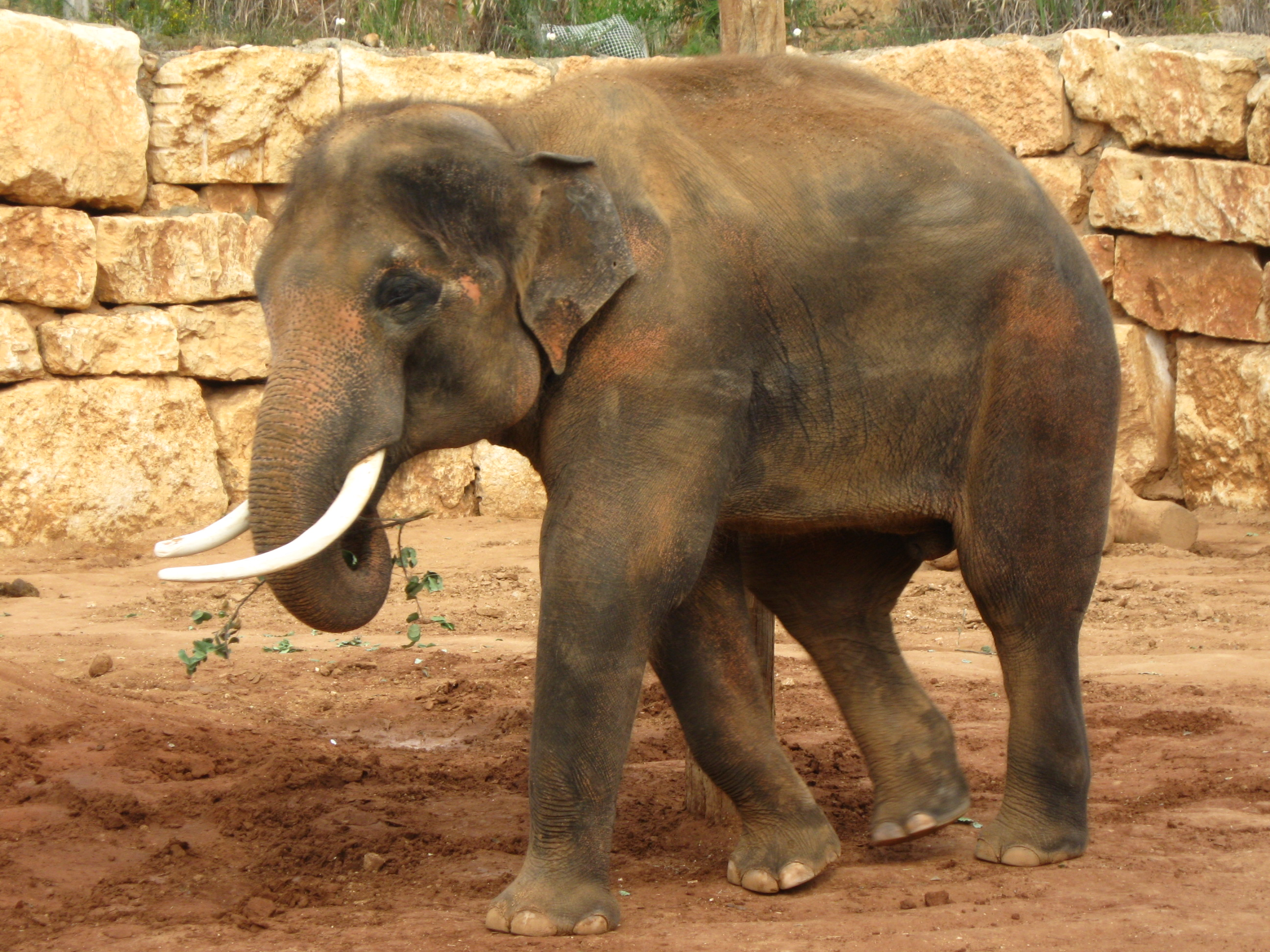
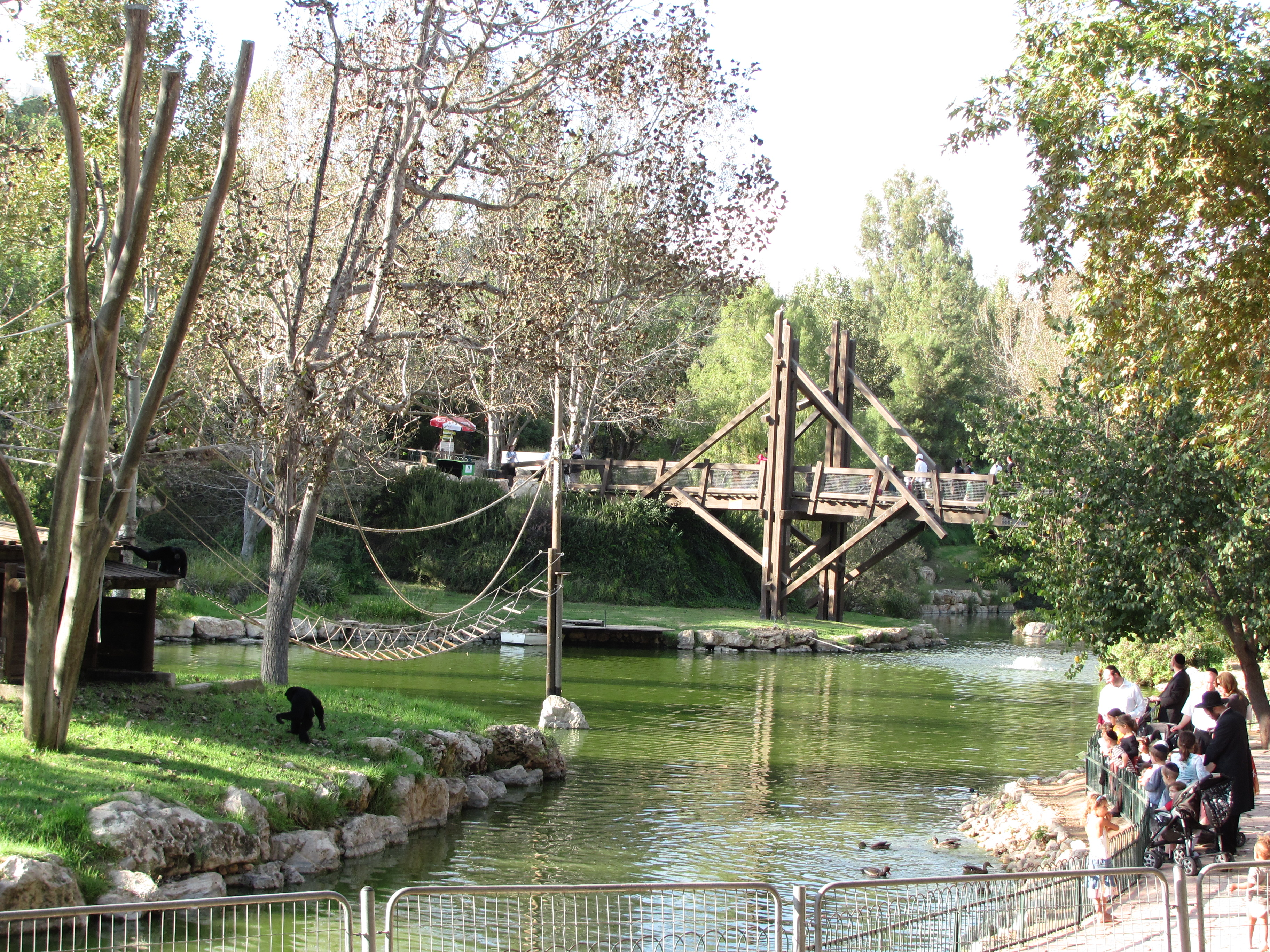
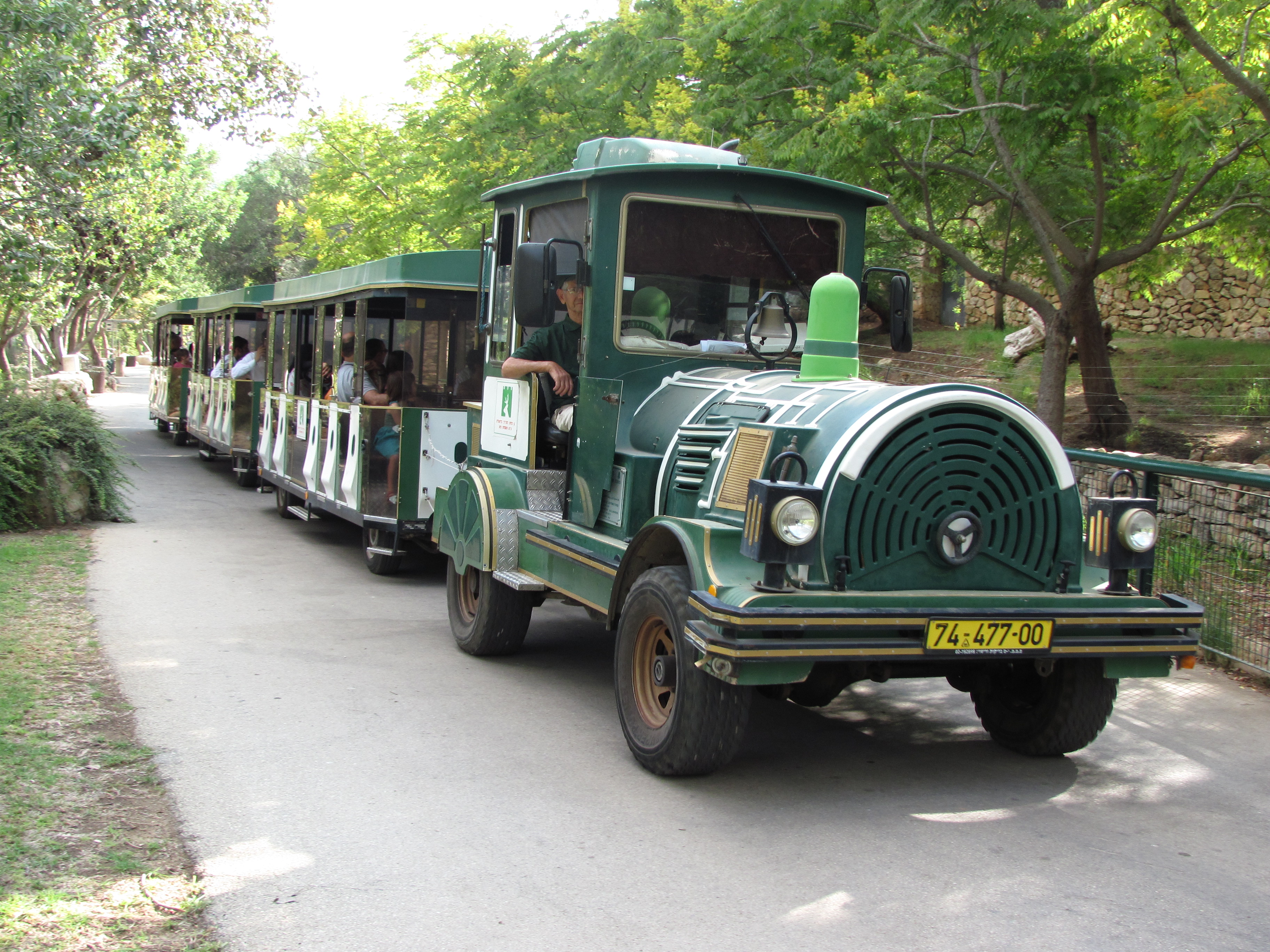
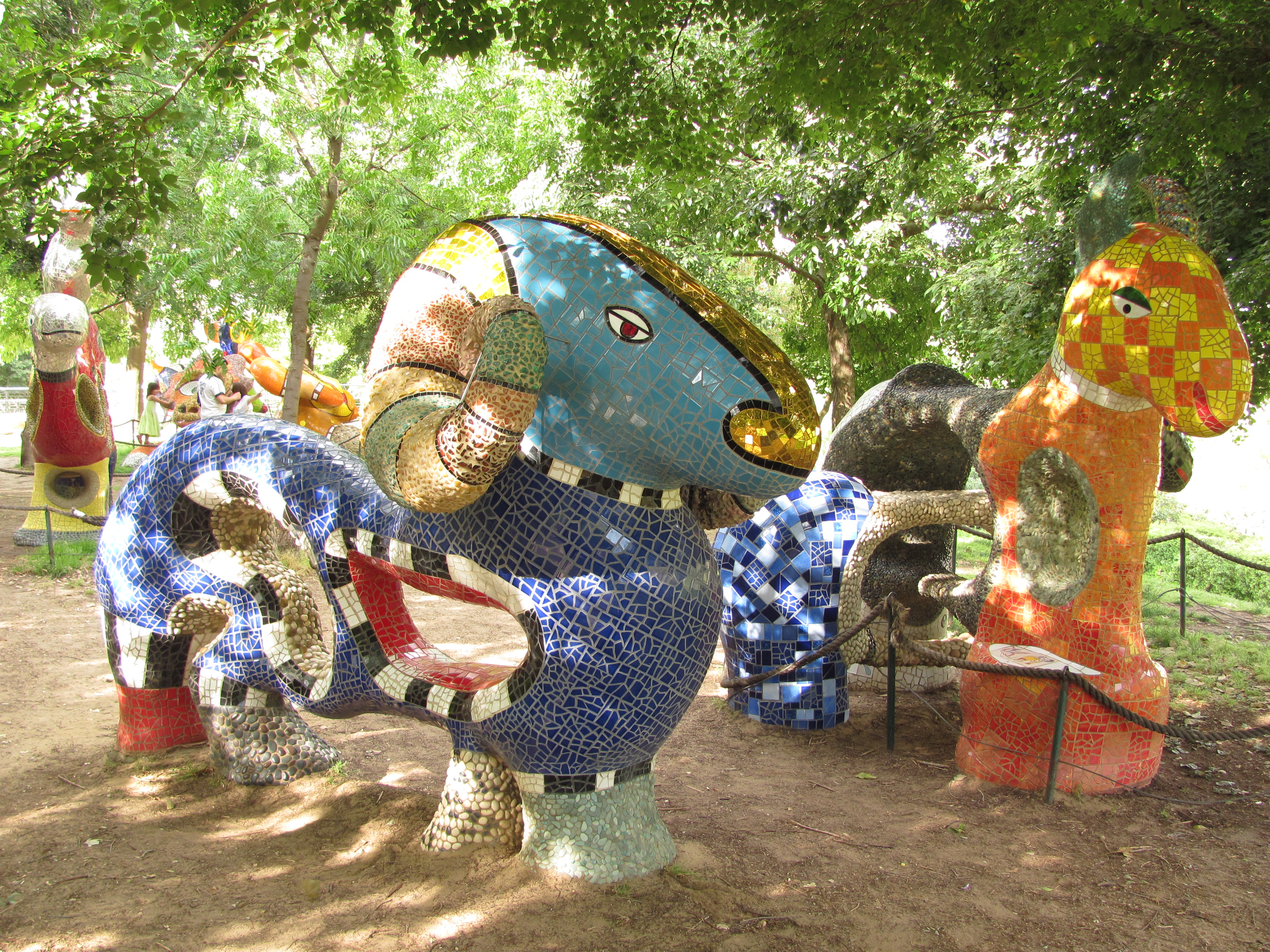
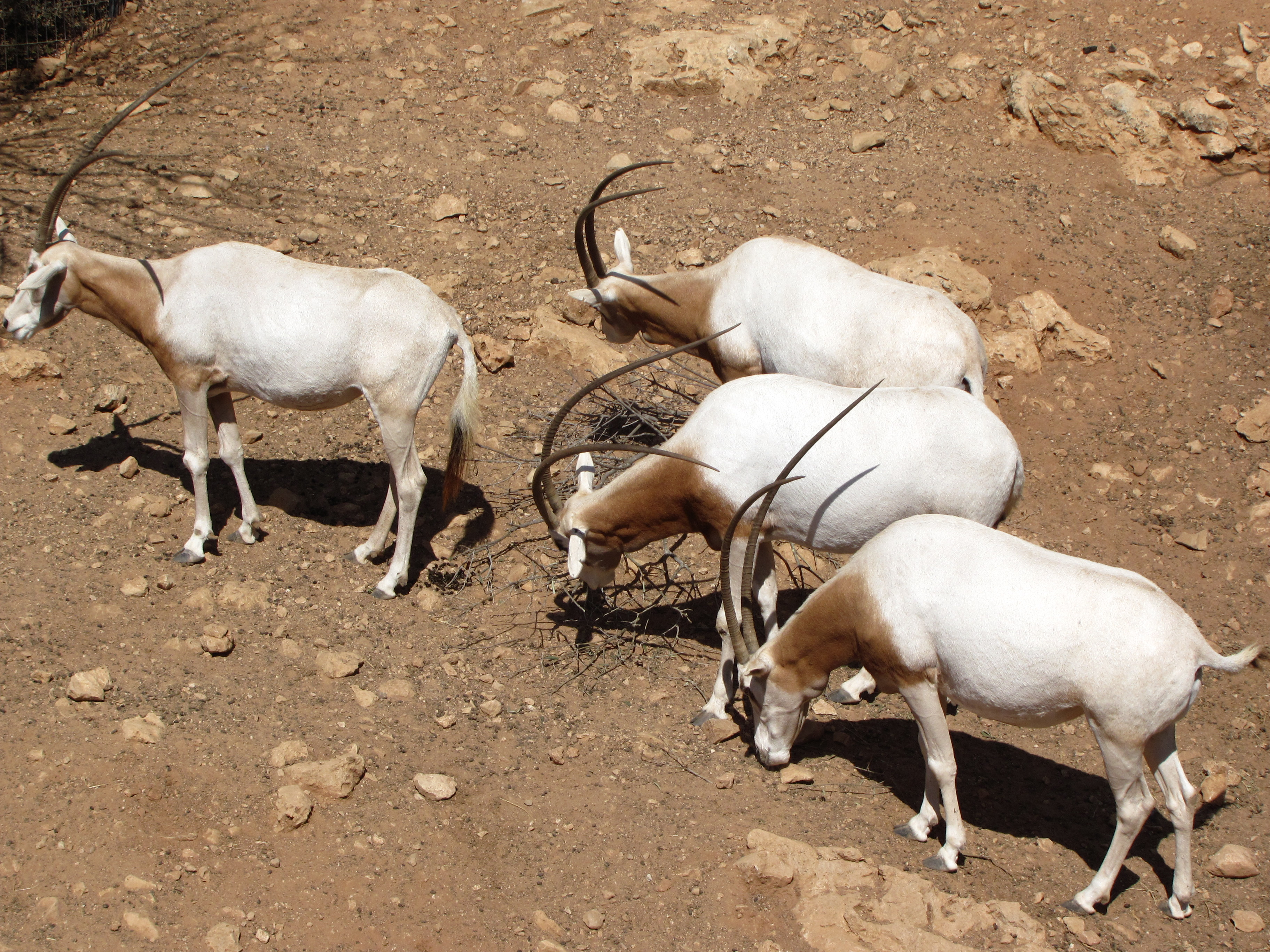
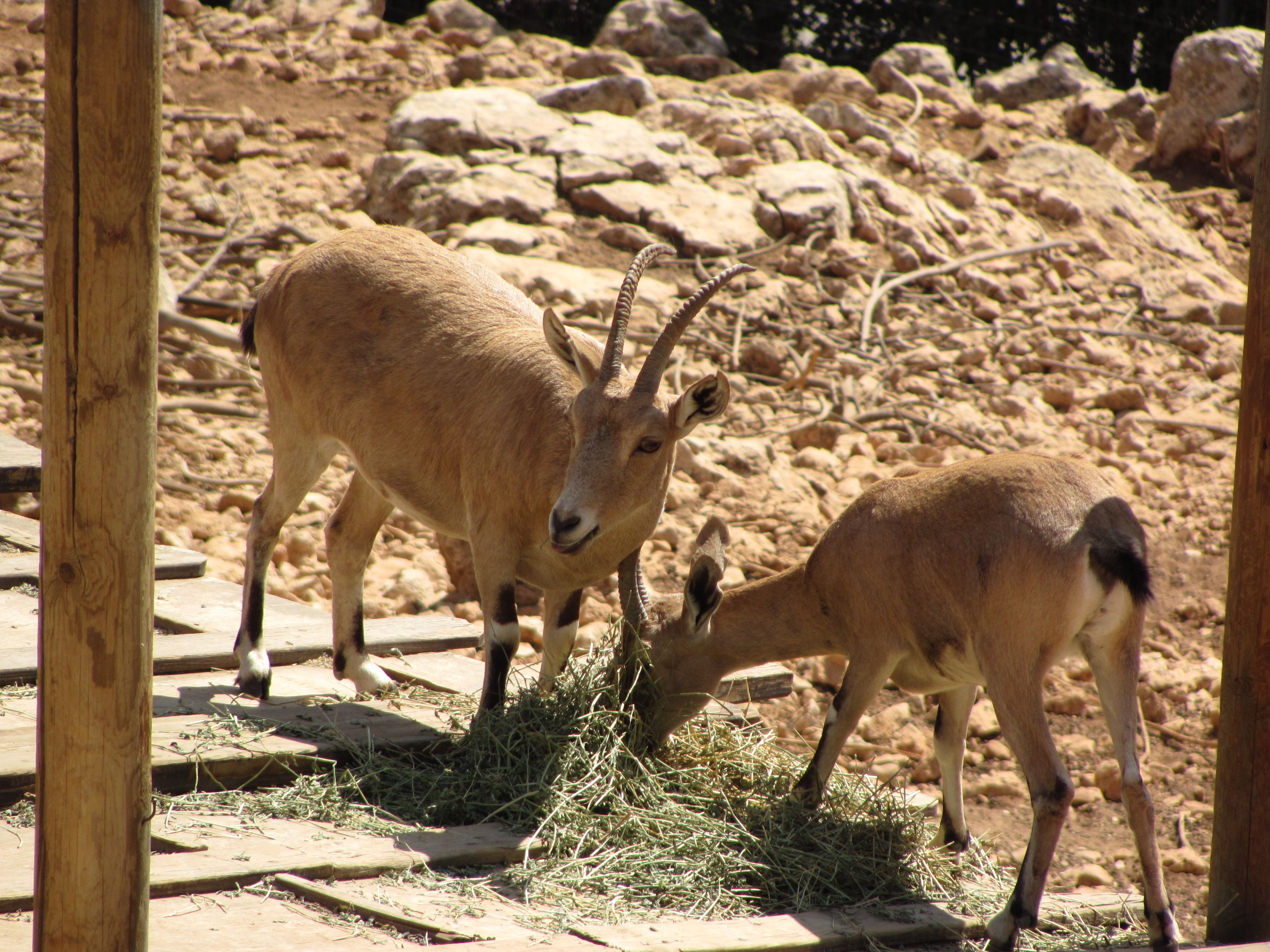
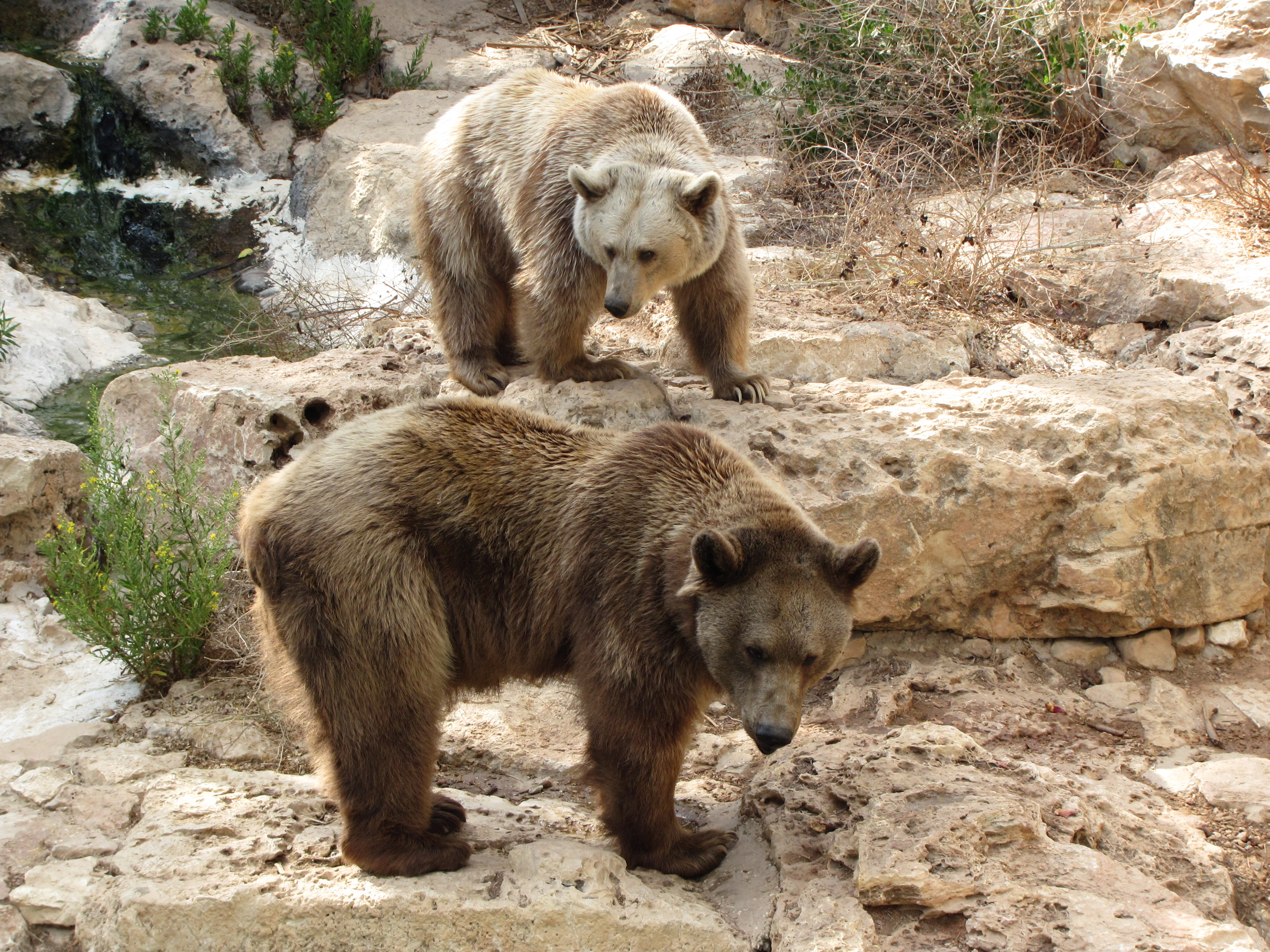
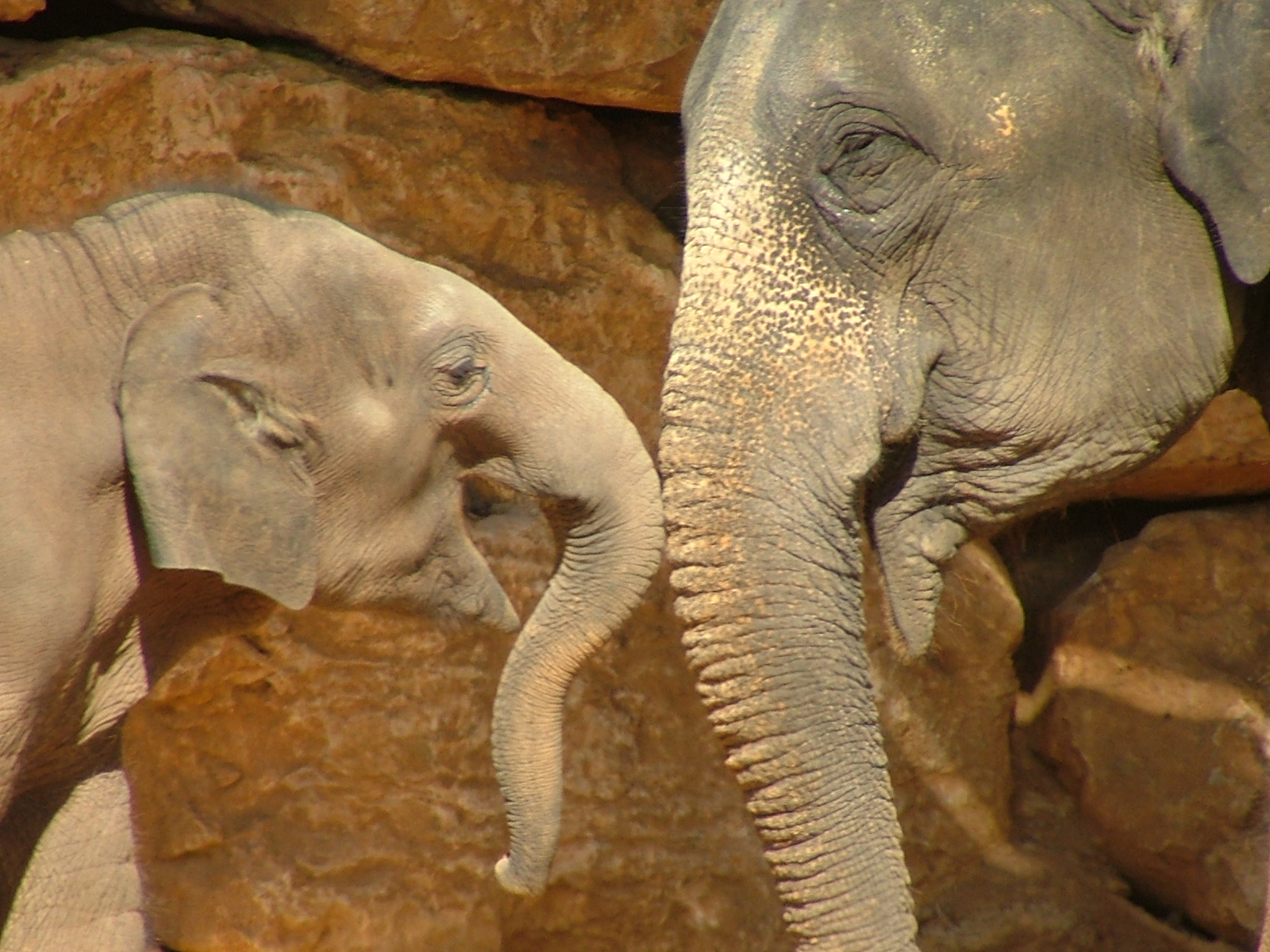
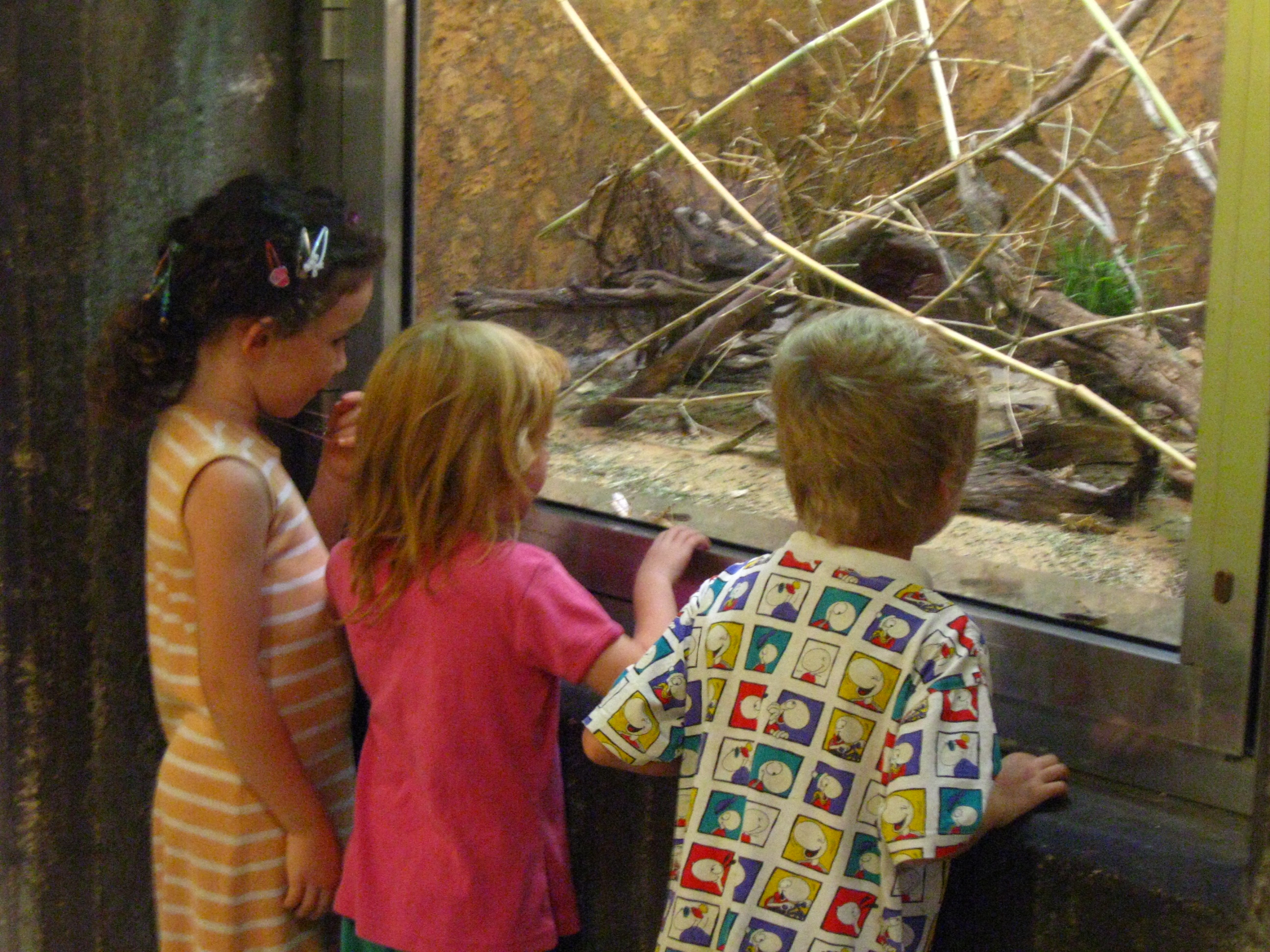
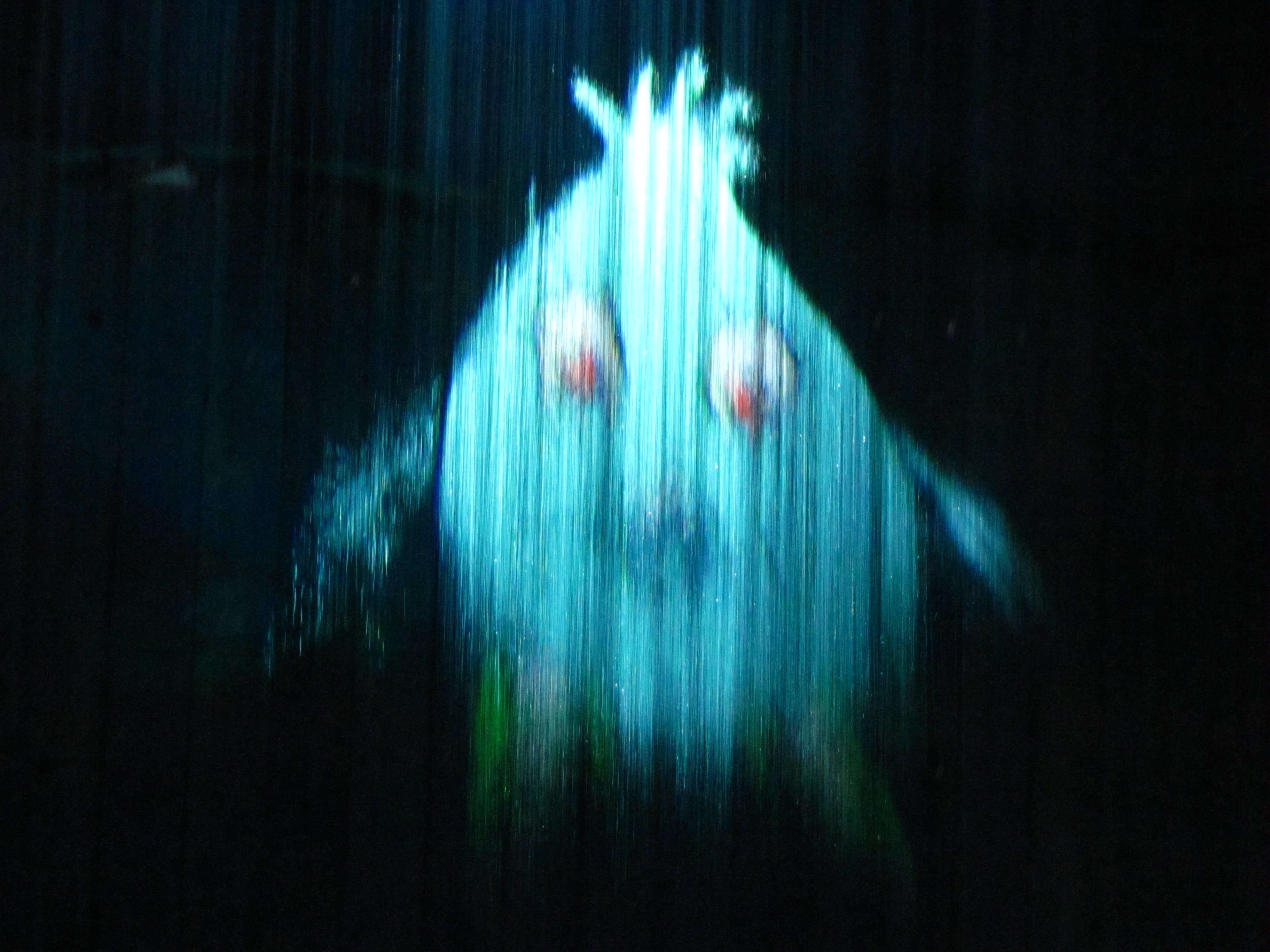
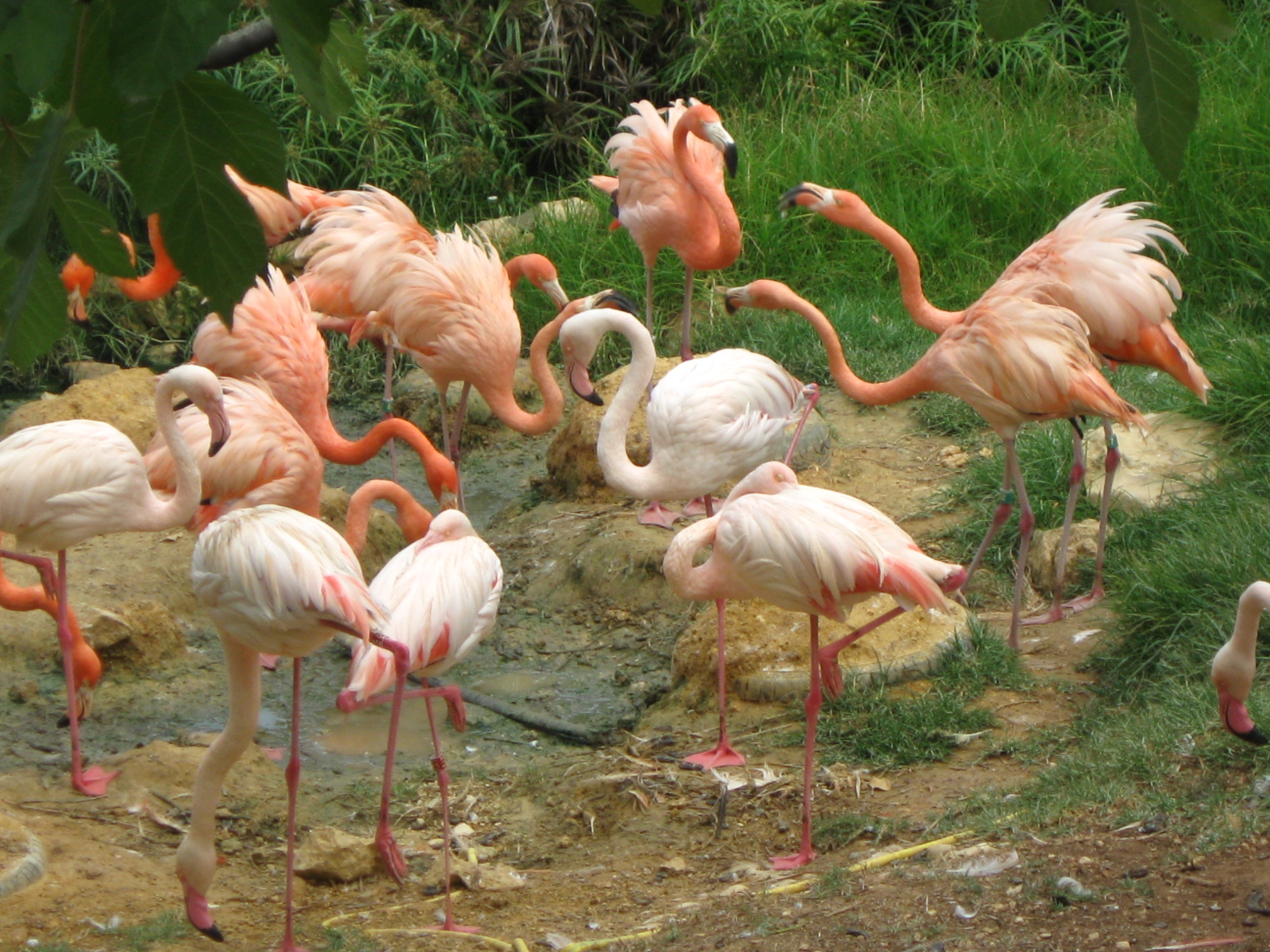
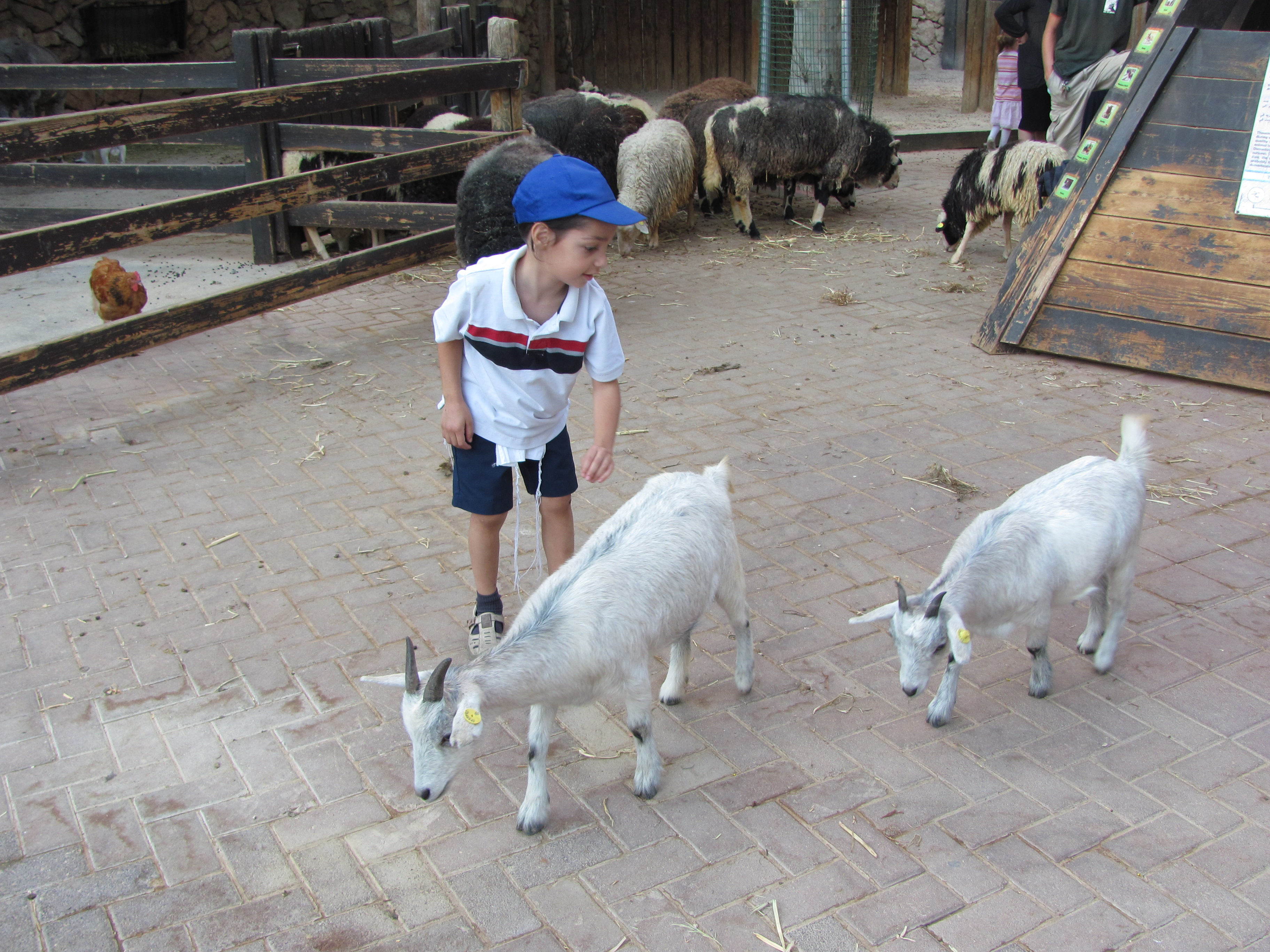